# Amphithéâtre de Lucera
L'amphithéâtre de Lucera était situé dans la ville de Luceria en Italie (aujourd'hui Lucera, dans la région des Pouilles).

## Historique
L'amphithéâtre a été construit sous l'empereur romain Auguste au Ier siècle av. J.-C. Une inscription sur l'architrave de l'entrée rappelle que l'édifice a été financé par le duumvir de Lucera Marcus Vecilius Campus, et dédié à l'empereur César Auguste. L'absence dans cette inscription de la mention de Père de la Patrie, titre décerné à Auguste en 2 av. J.-C. permet de supposer que l'amphithéâtre a été inauguré avant cette date.
Après de premières interventions en 1932 et en 1936 dans le secteur de l'amphithéâtre, les travaux de fouilles et de nettoyage commencèrent en 1939, en vue d'une restauration achevée en 1948. Cette restauration excessive de l'amphithéâtre suscita des polémiques dans les années 1955-1958

## Description
L'amphithéâtre est installé dans une dépression naturelle, recreusée pour lui donner une forme à peu près elliptique. Une partie des gradins s'appuyaient sur la pente naturelle. La partie haute était entourée de deux murs concentriques et d'un mur extérieur, connectés par des murs de refend formant une trentaine de pièces, fermées par les voûtes supportant la summa cavea.
Les montants de l'entrée monumentale du côté nord sont en grand appareil de blocs calcaire à bossage.
L'arène mesurait 72,20 × 43,20 mètres. On y accédait par quatre galeries axiales. Deux carceres étaient desservies par la galerie du grand axe et quatre autres s'ouvraient directement sur l'arène.
L'arène comporte trois fosses rectangulaires, respectivement 15,76 × 2,28 m, 18,04 × 2,82 m et 15,94 × 2,62 m, pour 4 métres de profondeur. Leurs parois sont construites en briques, mode de construction différent du mode initial de l'édifice. Cet aménagement pourrait donc être postérieur à la première version du bâtiment et dater de la fin du Ier siècle apr. J.-C. ou du début du IIe siècle. Les trois fosses communiquaient par une galerie et étaient reliés au caniveau périphérique de l'arène qui collectait les eaux de pluie. Jean-Pierre Golvin les interprète comme un dispositif destiné à des spectacles aquatiques, en faisant déborder les fosses pour remplir l'arène d'une mince épaisseur d'eau. Au contraire, l'archéologue italien Franco Schettini considère que ces fosses n'étaient pas alimentées en eau, mais devaient être des pièces de service, abritant des monte-charges.

## Galerie d'images

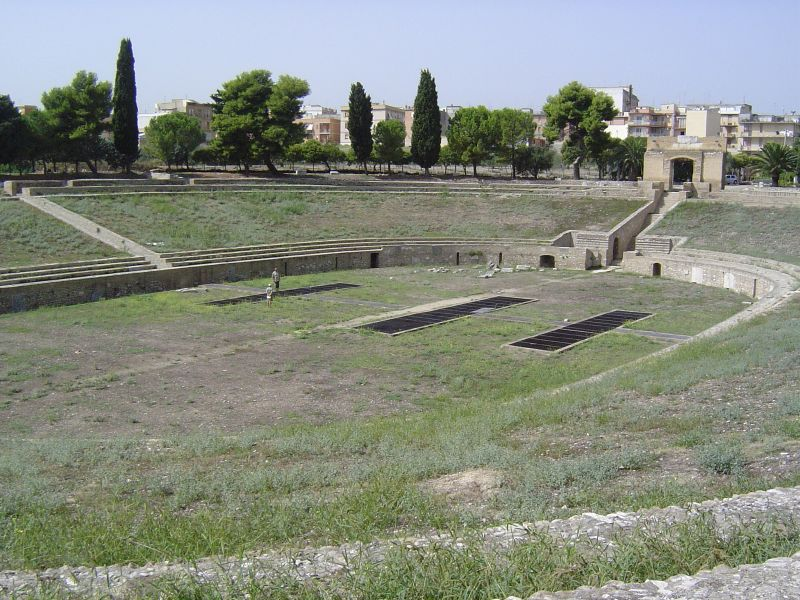
Les gradins, l'arène et les trois fosses.
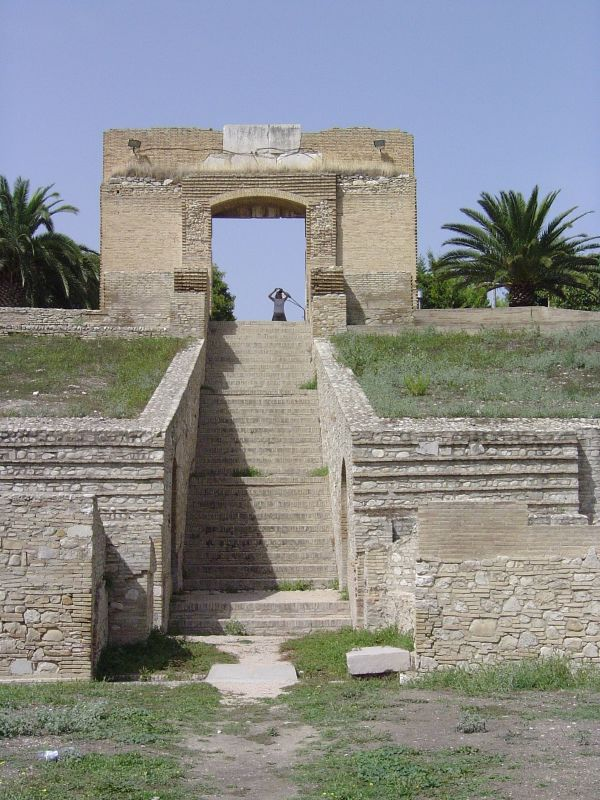
L'accès à l'arène, restauré.
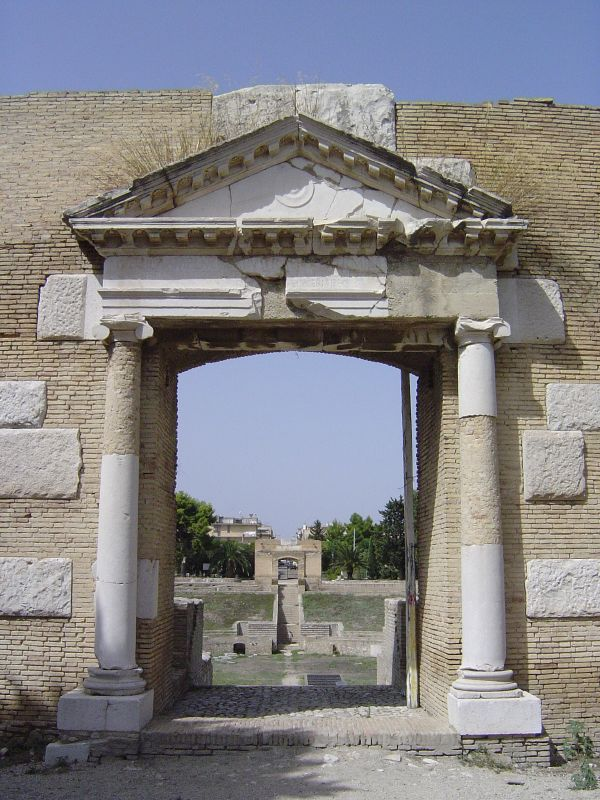
Une des portes de l'amphithéâtre.